# Julius Schäffer
Julius Schäffer (Markgröningen, 3 giugno 1882 – Weilheim in Oberbayern, 21 ottobre 1944) è stato un micologo tedesco.

## Biografia
I suoi studi si concentrano sugli Agaricales (funghi senza branchie), in particolare sul genere Russula, di cui scrisse una monografia nel 1933. Successivamente rivide il genere nella serie Die Pilze Mitteleuropas (1926-1967). I suoi appunti furono pubblicati postumi dalla moglie Liesel nel 1952 con l'aiuto di altri micologi. Una delle specie di Russula descritta per la prima volta in questa pubblicazione fu la R. laeta.
Schäffer sviluppò un test chimico per migliorare l'identificazione delle specie di Agaricus. Una reazione positiva del test di Schaeffer, che utilizza la reazione dell'anilina e dell'acido nitrico sulla superficie del fungo, è indicata da un colore che va dall'arancione al rosso. Questa caratteristica è tipica delle specie della sezione Flavescentes. I composti responsabili della reazione furono chiamati schaefferal A e B in suo onore.
Schäffer è l'unico micologo dei tempi moderni noto per essere morto a causa del consumo di funghi velenosi, in questo caso Paxillus involutus. Circa un'ora dopo che lui e sua moglie avevano mangiato un pasto preparato con i funghi, Schäffer accusò vomito, diarrea e febbre. Le sue condizioni peggiorarono al punto da essere ricoverato in ospedale il giorno successivo, e successivamente ebbe un'insufficienza renale che lo portò alla morte 17 giorni dopo.

## Tassonomia
Diverse specie portano il suo nome:
- Agaricus schaefferianus Hlavácek 1987
  - ora Agaricus urinascens (Jul. Schäff. & FH Møller) Singer 1951)

- Cortinarius schaefferanus (M. M. Moser) M. M. Moser 1967
- Cortinarius schaefferi Bres. 1930
- Dermocybe schaefferi (Bres.) M. M. Moser 1986
- Lentinus schaefferi (Weinm.) Rauschert 1988
  - ora Neolentinus schaefferi (Weinm.) Redhead e Ginns 1985

- Phyllosticta schaefteriae Gonz. Frag. & Cif. 1926
- Russula nauseosa var. schaeffer Kill. 1939
- Russula Schaefferi Kärcher 1996
- Russula schaefferiana Niolle 1943
- Russula schaefferina Rawla & Sarwal 1983

## Pubblicazioni selezionate
- Schäffer, J. (1947). "Beobachtungen an Oberbayerischen Blätterpilzen". Berichte der bayerischen botanischen Gesellschaft 27 : 201–225.